# Effet Néel
L’effet Néel apparaît lorsqu’un matériau superparamagnétique placé à l’intérieur d’une bobine conductrice est soumis à des champs magnétiques de fréquences différentes. La non-linéarité du matériau superparamagnétique agit comme un mélangeur de fréquences. La tension mesurée aux bornes de la bobine comprend alors plusieurs composantes fréquentielles, non seulement aux fréquences d’origine, mais aussi à certaines de leurs combinaisons linéaires. Ainsi, la transposition en fréquence du champ à mesurer permet de détecter un champ produit par un courant continu avec une simple bobine.

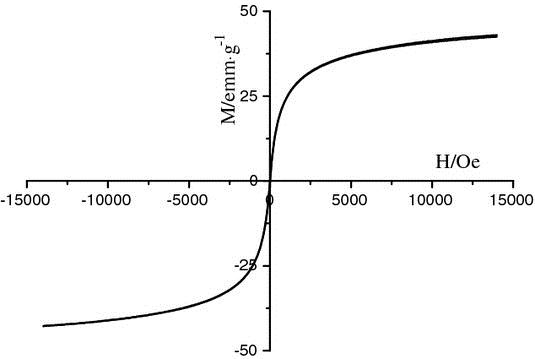
Figure 1 : aimantation d'un matériau superparamagnétique.

« Effet Néel » et « Neel Effect » sont des marques déposées et détenues par la société Neelogy.

## Histoire
Le physicien français Louis Néel  (1904-2000) a découvert en 1949  que des matériaux ferromagnétiques finement divisés en nanoparticule perdent toute hystérésis en deçà d’une certaine taille critique,. On appelle ce phénomène le superparamagnétisme. L’aimantation de ces matériaux en fonction du champ qui leur est appliqué est fortement non linéaire comme on le voit sur sa représentation graphique en figure 1. 
Cette courbe est bien décrite par la fonction de Langevin mais pour de faibles champs on peut l’écrire plus simplement sous forme de développement limité :
{\displaystyle M(H)=\chi _{0}H+N_{e}H^{3}+\varepsilon (H^{3})}
où {\displaystyle \chi _{0}} est la susceptibilité à champ nul et {\displaystyle N_{e}} est appelé coefficient de Néel. Le coefficient de Néel rend compte de la non-linéarité des matériaux superparamagnétiques à faible champ.

## Principe
L’effet Néel apparaît lorsque :

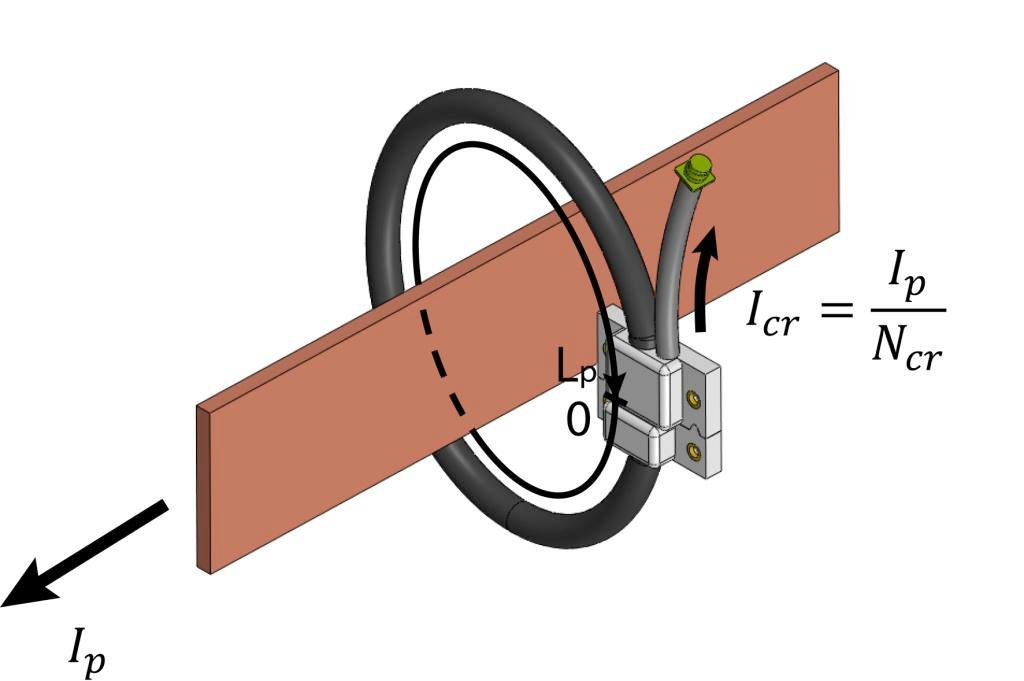
Figure 2 : principe du capteur de courant à effet Néel à rétroaction de champ.

1. on place un matériau superparamagnétique à l’intérieur d’une bobine parcourue par un courant d’excitation alternatif de fréquence {\displaystyle f_{exc}} et
2. on soumet ladite bobine à un champ magnétique extérieur {\displaystyle H_{ext}}, statique ou périodique de fréquence {\displaystyle f_{ext}}.

Alors, quand on mesure la tension u(t) aux bornes de la bobine en présence du matériau superparamagnétique, on observe l’apparition de nouvelles composantes fréquentielles en plus de la (ou des) fréquence(s) d’origine. Ces composantes d’intermodulation apparaissent à des combinaisons linéaires déterminées de {\displaystyle f_{exc}} et {\displaystyle f_{ext}}. Par exemple, si le champ magnétique extérieur est statique alors il apparaît une composante de tension à 2{\displaystyle f_{exc}}. Si le champ extérieur est périodique alors il apparaît une composante de tension à 2{\displaystyle f_{exc}} + {\displaystyle f_{ext}}. On observe également des composantes à des ordres supérieurs mais d’intensité moins grande.
On montre par le calcul que c’est le comportement non linéaire du matériau superparamagnétique qui entraîne l’intermodulation des fréquences du champ magnétique. Le matériau agit comme un mélangeur.

### La physique de l'effet Néel

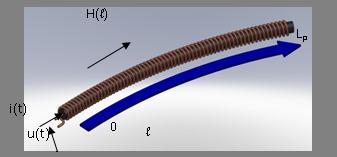
Figure 3 : mise en évidence de l’effet Néel.

Soit une bobine de N spires de surface S parcourue par un courant d’excitation {\displaystyle I_{exc}} et plongée dans un champ magnétique {\displaystyle H_{ext}} colinéaire à l’axe de la bobine. Un matériau superparamagnétique est déposé à l’intérieur de la bobine.
La force électromotrice (f.é.m.) aux bornes d’une spire de la bobine, e, est donnée par la formule bien connue :
{\displaystyle e=-d\phi /dt=-SdB/dt}
où B est l’induction magnétique, elle-même donnée par l’équation :
{\displaystyle B=\mu _{0}\mu _{r}(H+M)}
En l’absence de matériau magnétique
{\displaystyle M=0} et {\displaystyle B=\mu _{0}\mu _{r}(H_{ext}+H_{exc})}
En dérivant cette expression de {\displaystyle B}, il vient de toute évidence que les fréquences de la tension sont les mêmes que celles du courant d’excitation {\displaystyle i_{exc}} et/ou le champ magnétique {\displaystyle H_{ext}}.
En présence de matériau superparamagnétique
En négligeant les termes supérieurs du développement limité, on obtient pour B :
{\displaystyle B=\mu _{0}\mu _{r}((1+\chi _{0})(H_{ext}+H_{exc})+N_{e}(H_{ext}+H_{exc})^{3})}
De nouveau la dérivation du premier terme de l’équation {\displaystyle \mu _{0}\mu _{r}(1+\chi _{0})(H_{ext}+H_{exc})} fournit des composantes de tension aux fréquences du courant d’excitation {\displaystyle i_{exc}} et/ou du champ magnétique {\displaystyle H_{ext}}.
En revanche le développement du deuxième terme {\displaystyle (H_{ext}+H_{exc})^{3}=H_{ext}^{3}+3H_{ext}^{2}H_{exc}+3H_{ext}H_{exc}^{2}+H_{exc}^{3}} multiplie des composantes de fréquence différentes ce qui intermodule les fréquences de départ et génère des composantes à leurs combinaisons linéaires.
La non-linéarité du matériau superparamagnétique agit comme un mélangeur de fréquences.

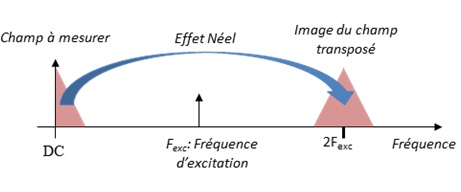
Figure 5 : représentation spectrale de l’apparition de la f.é.m due à l’effet Néel autour d’une porteuse haute fréquence.

En appelant {\displaystyle H(l)} le champ magnétique total à l’intérieur de la spire située à l’abscisse {\displaystyle l}, en intégrant l’induction ci-dessus le long de la bobine entre les abscisses {\displaystyle 0} et {\displaystyle Lp}, et en dérivant par rapport à {\displaystyle t}, il vient  :
{\displaystyle u(t)=L{\frac {dI(t)}{dt}}+F_{Rog}{\frac {d}{dt}}\left[\int _{0}^{Lp}H(l)dl\right]+F_{Neel}\left[\int _{0}^{Lp}H(l)dl\right]I(t){\frac {dI(t)}{dt}}}
On retrouve les termes classiques d’auto-inductance et d’effet Rogowski tous deux aux fréquences d’origine. Le troisième terme est dû à l’effet Néel. Il rend compte de l’intermodulation entre le courant d’excitation et le champ externe.
Lorsque le courant d’excitation est sinusoïdal, l’effet Néel se caractérise par l’apparition d’une harmonique 2, porteuse de l’information de circulation de champ :
{\displaystyle u(t)=LI_{ex}w_{ex}\cos {w_{ex}t}+F_{Rog}{\frac {d}{dt}}\left[\int _{0}^{Lp}H(l)dl\right]+F_{Neel}\left[\int _{0}^{Lp}H(l)dl\right]{\frac {I_{ex}^{2}}{2}}w_{ex}\sin {2w_{ex}t}}
avec {\displaystyle I(t)=I_{ex}\sin {w_{ex}t}}

## Applications

### Le capteur de courant à effet Néel

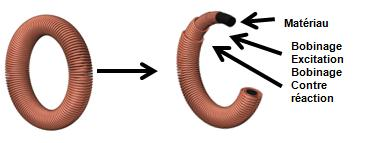
Figure 4 : design de capteur de courant à effet Néel.

Une application importante de l’effet Néel est la mesure du champ magnétique rayonné par un conducteur lorsqu’il est parcouru par un courant. C’est le principe des capteurs de courant à effet Néel, qui ont été développés et brevetés par la société Neelogy. L’intérêt de l’effet Néel est en particulier de permettre la mesure précise de courants continus ou de très faible fréquence avec un capteur du type transformateur de courant, sans contact.
Le transducteur d’un capteur de courant à effet Néel est constitué d’une bobine dont le noyau est un composite chargé de nanoparticules superparamagnétiques. La bobine est parcourue par un courant d’excitation {\displaystyle i_{exc}(t)}. En présence d’un champ magnétique extérieur à mesurer {\displaystyle H_{ext}(t)}, le transducteur transpose par effet Néel l’information à mesurer, H(f),  autour d’une fréquence porteuse, l’harmonique de rang 2 du courant d’excitation 2{\displaystyle f_{exc}}, à laquelle la mesure est facilitée.
Autrement dit la force électromotrice générée par la bobine est proportionnelle au champ magnétique à mesurer, {\displaystyle H_{ext}(t)} et au carré du courant d’excitation :
{\displaystyle fem(t)=F_{Neel}i_{exc}^{2}(t)H(t)}
Pour améliorer les performances de la mesure (linéarité, sensibilité à la température, sensibilité aux vibrations, etc.), le capteur comprend aussi un second bobinage de contre-réaction permettant d’annuler en permanence la seconde harmonique. La relation entre le courant de contre-réaction et le courant primaire est alors purement proportionnelle au nombre de spires de contre réaction ({\displaystyle I_{cr}=I_{p}/N_{cr}}).

### Autres applications de l’effet Néel
L’effet  Néel « mélange » les fréquences de différents champs magnétiques en présence d’un matériau superparamagnétique.
Dans le capteur de courant à effet Néel présenté ci-dessus, on utilise un transducteur mettant en œuvre ensemble une quantité fixe de matériau superparamagnétique et un champ connu généré par le courant de la bobine d’excitation pour déterminer un champ extérieur d’amplitude inconnue.
Mais on peut aussi utiliser un transducteur mettant en œuvre ensemble deux champs magnétiques connus de fréquences différentes pour déterminer une quantité inconnue d’un matériau superparamagnétique. On connait deux applications de ce type dans des « détecteurs » de nanoparticules superparamagnétiques. À partir d’un brevet russe, Magnisense, développe des 
immunoessais magnétiques (en) qui utilisent des nanoparticules magnétiques comme marqueurs d’organismes ou de molécules biologiques détectés de façon très sensible et précise par le lecteur MIAtek. Par ailleurs Philips développe une technique d’imagerie de particules (imagerie à particules magnétiques (en)) pour des applications de diagnostic médical in vivo.